# Andréas Laskarátos (pilote automobile)
Andréas Laskarátos (en grec moderne : Ανδρέας Λασκαράτος, né le 9 juin 1986 à Athènes) est un pilote automobile grec, qui participe à des épreuves d'endurance aux mains de voiture de Grand tourisme ou des Sport-prototype dans des championnats tels que l'European Le Mans Series et l'Asian Le Mans Series ainsi qu'aux 24 Heures du Mans,,.
Il a remporté le titre pilote du championnat Asian Le Mans Series en 2021 dans la catégorie LMP2 Am.

## Palmarès

### Résultats aux24 Heures du Mans
| Année | Écurie         | Copilotes                  | Voiture         | Classe   | Tours | Pos. | Class Pos. |
| ----- | -------------- | -------------------------- | --------------- | -------- | ----- | ---- | ---------- |
| 2020  | Team Project 1 | Steve Brooks Julien Piguet | Porsche 911 RSR | LMGTE Am | 313   | 43e  | 16e        |

### Résultats enEuropean Le Mans Series
| Année | Écurie               | Châssis        | Moteur                      | Classe | 1      | 2       | 3       | 4     | 5      | 6       | Position | Points |
| ----- | -------------------- | -------------- | --------------------------- | ------ | ------ | ------- | ------- | ----- | ------ | ------- | -------- | ------ |
| 2019  | 360 Racing           | Ligier JS P3   | Nissan VK50VE 5,0 l V8 Atmo | LMP3   | LEC 13 | MON 8   | BAR 13  | SIL 6 | SPA 12 | POR     | 16e      | 13.5   |
| 2020  | EuroInternational    | Ligier JS P320 | Nissan VK56 5,6 l V8 Atmo   | LMP3   | LEC    | SPA 3   | LEC     | MON   | POR    |         | 22e      | 15     |
| 2021  | 1 AIM Villorba Corse | Ligier JS P320 | Nissan VK56 5,6 l V8 Atmo   | LMP3   | BAR 4  | RBR Nc. | LEC Nc. | MON 8 | SPA 6  | POR Nc. | 15e      | 24     |

### Résultats enAsian Le Mans Series
| Année     | Écurie              | Châssis      | Moteur                              | Classe  | 1        | 2     | 3     | 4     | Position | Points |
| --------- | ------------------- | ------------ | ----------------------------------- | ------- | -------- | ----- | ----- | ----- | -------- | ------ |
| 2019-2020 | ARC Bratislava      | Ligier JS P2 | Nissan VK45DE 4,5 l V8 Atmo         | LMP2    | SHA Abd. | BEN 3 |       |       | 7e       | 16     |
| 2019-2020 | ACE1 Villorba Corse | Ligier JS P3 | Nissan VK50VE 5,0 l V8 Atmo         | LMP3    |          |       | SEP 5 | CHA 1 |          |        |
| 2021      | Era Motorsport      | Oreca 07     | Gibson GK428 4,2 l V8 atmosphérique | LMP2 AM | DUB 1    | DUB 1 | ABU 1 | ABU 1 | 1re      | 104    |